# Rudolf Oelzner

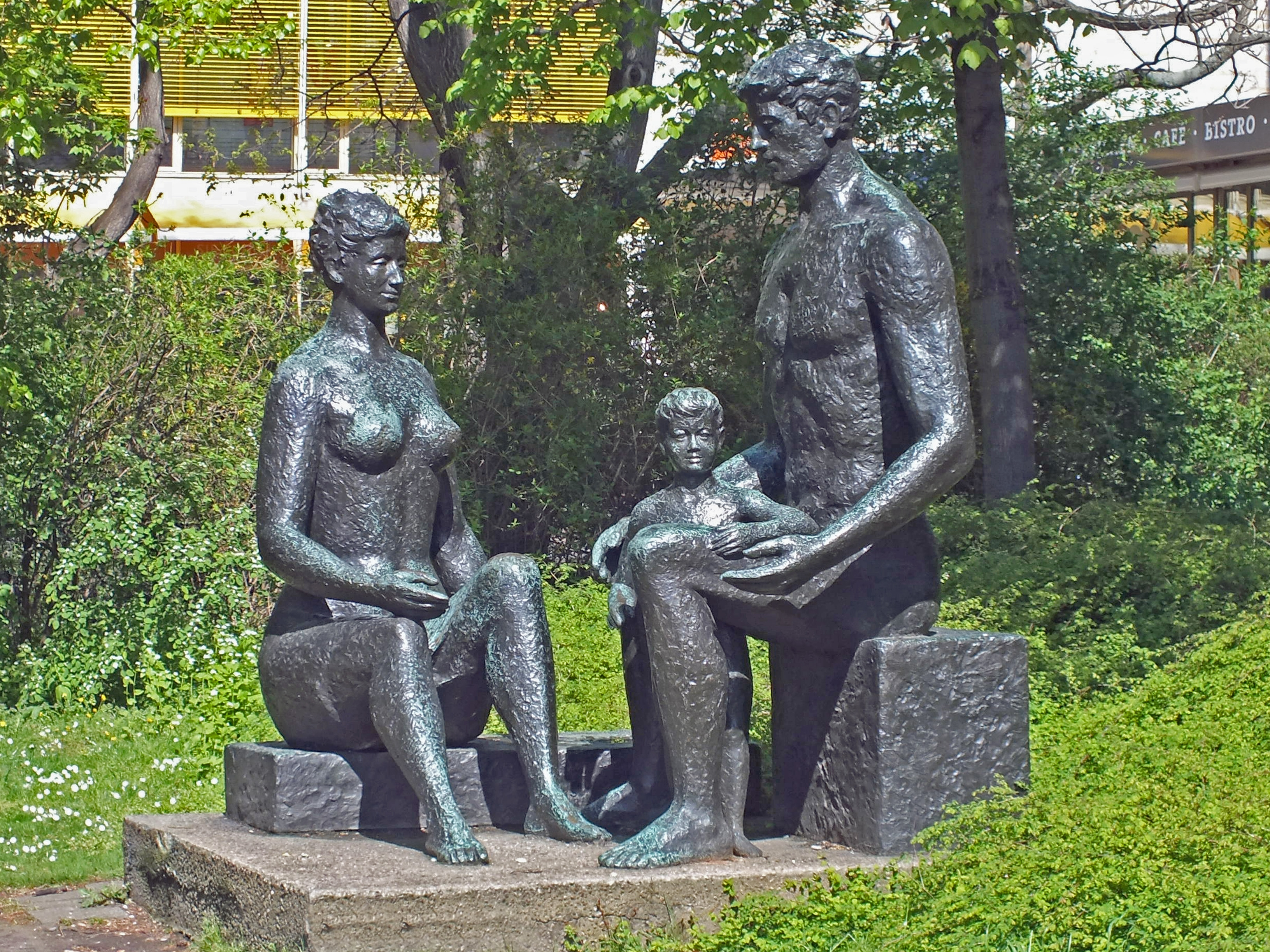
Die Oelzner-Plastik „Familie“ in der Leipziger Karl-Liebknecht-Straße

Rudolf Oelzner (* 25. Mai 1906 in Taucha; † 9. September 1985 in Leipzig) war ein deutscher Bildhauer.

## Leben und Wirken
Rudolf Oelzner war der Sohn des Schlossers und Kunstschmieds Franz Oelzner und seiner Ehefrau Martha. Da ihm eine Bäckerlehre wegen schwacher körperlicher Konstitution verwehrt wurde, begann der 14-Jährige 1920 eine Lehre zum Holzbildhauer in einer Leipziger Werkstatt, die er 1924 abschloss. Von 1926 bis 1929 studierte er an der Staatlichen Akademie für graphische Künste und Buchgewerbe in der Klasse für Bildhauerei bei Alfred Thiele und in den Werkstätten für Buch- und Steindruck derselben Schule bei Georg Alexander Mathéy.

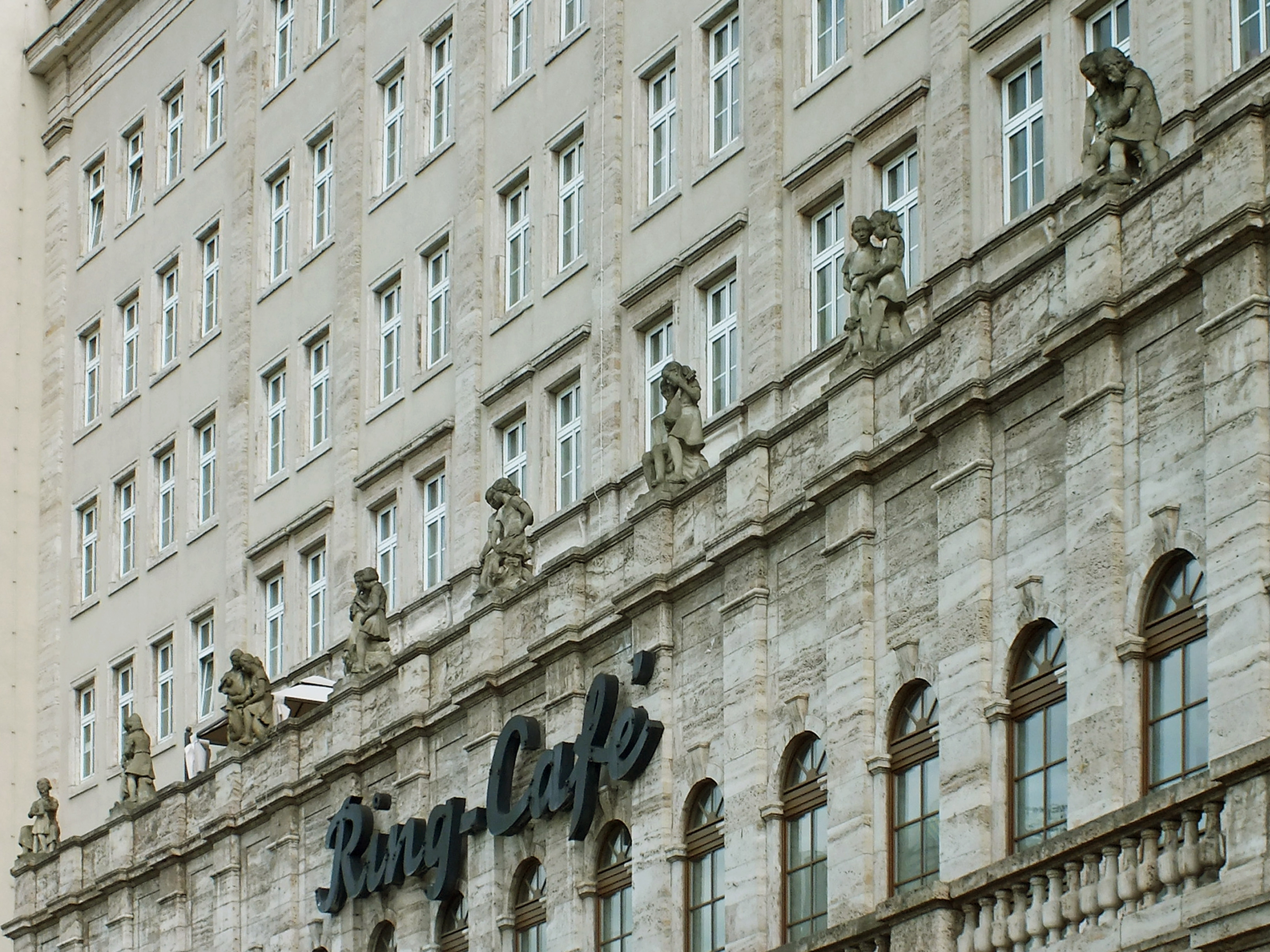
Bauplastik an der Ringbebauung

Zur Finanzierung des Studiums führte er verschiedene Arbeiten aus. So lernte er bei der Mitarbeit an der Erstellung der Kulissen der Raubtierfreigehege im Zoo nach dem Zementgussverfahren für sein späteres Wirken die Möglichkeiten des Betons als plastisches Material kennen. Schon während des Studiums und in seinem ersten eigenen Atelier ab 1930 in der Leipziger Lutherstraße entstanden die ersten Kleinplastiken, Tiere, Medaillen und Sportpreise. 1931 nahm er mit zwei Werken an einer Ausstellung des Leipziger Künstlerbundes teil, dessen Mitglied er bis zu seiner Auflösung 1934 war.
1938 heiratete er seine Frau Liesbeth, geborene Dietrich. Im folgenden Jahr wurde sein Sohn Thomas geboren, später ein bedeutender Glaskünstler, der nach dem Zweiten Weltkrieg zu einem beliebten Modell für ihn wurde. 1939 war Oelzner mit zwei Plastiken auf der Großen Deutschen Kunstausstellung in München vertreten. Ende 1939 wurde Oelzner zum Militärdienst einberufen und kam als Soldat nach Frankreich. Hier traf er die Bildhauer Charles Despiau und Aristide Maillol, deren Werke ihn für sein späteres Schaffen beeinflussten, insbesondere auch auf zeichnerischem Gebiet. 1944 geriet er bei Brüssel in englische Kriegsgefangenschaft, aus der er im Oktober 1945 entlassen wurde. Sein Atelier in der Lutherstraße war im Krieg zerstört worden, und er bezog 1947 eines in der Leibnizstraße.
1946 holte ihn sein ehemaliger Lehrer Alfred Thiele an die wiedereröffnete Kunstgewerbeschule, die ab 1947 Hochschule für Graphik und Buchkunst Leipzig hieß. Hier leitete er zusammen mit Thiele  bis 1952 die Abteilung Plastik. Von 1953 bis 1954 hatte er an derselben Einrichtung einen Lehrauftrag für Medaillenschnitt, der bildhauerischen Spezialtechnik zur Gestaltung von Flachreliefs in Medaillen. Auseinandersetzungen mit dem Rektor der Hochschule Kurt Massloff über die Anteile von Intuition und wissenschaftlicher Logik im künstlerischen Schaffen führten zum Abbruch der Lehrtätigkeit.

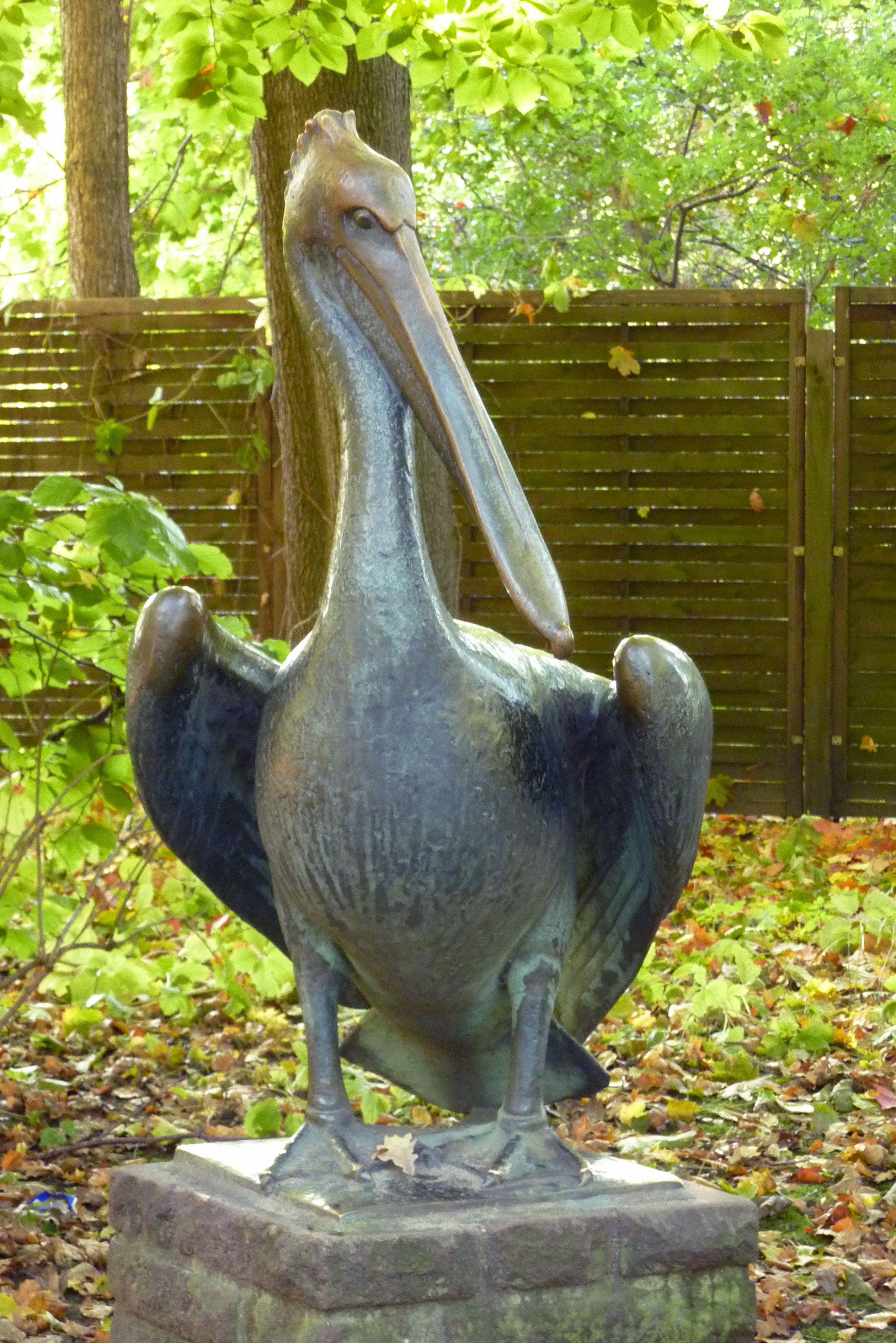
Erregter Pelikan
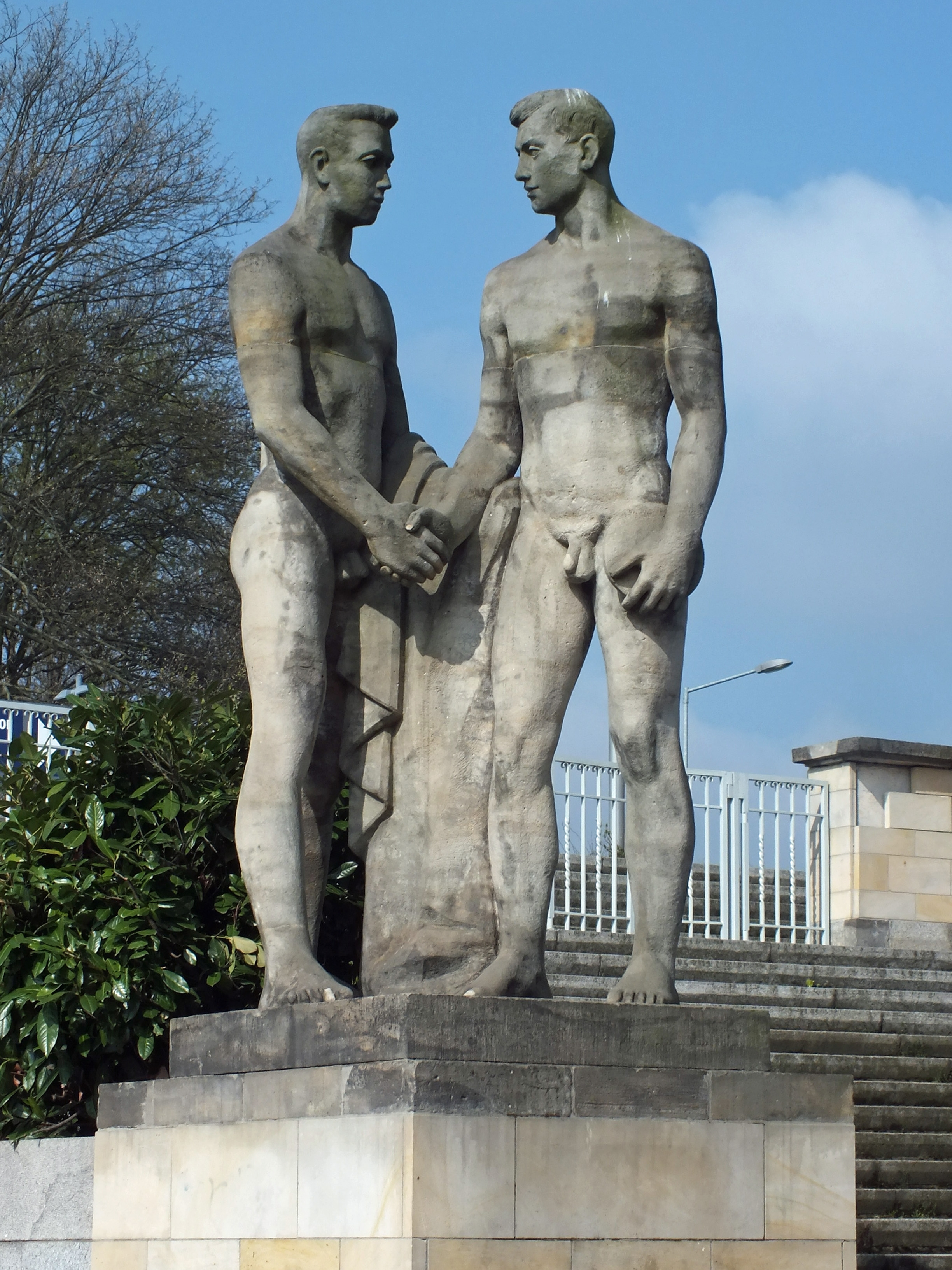
Siegerehrung
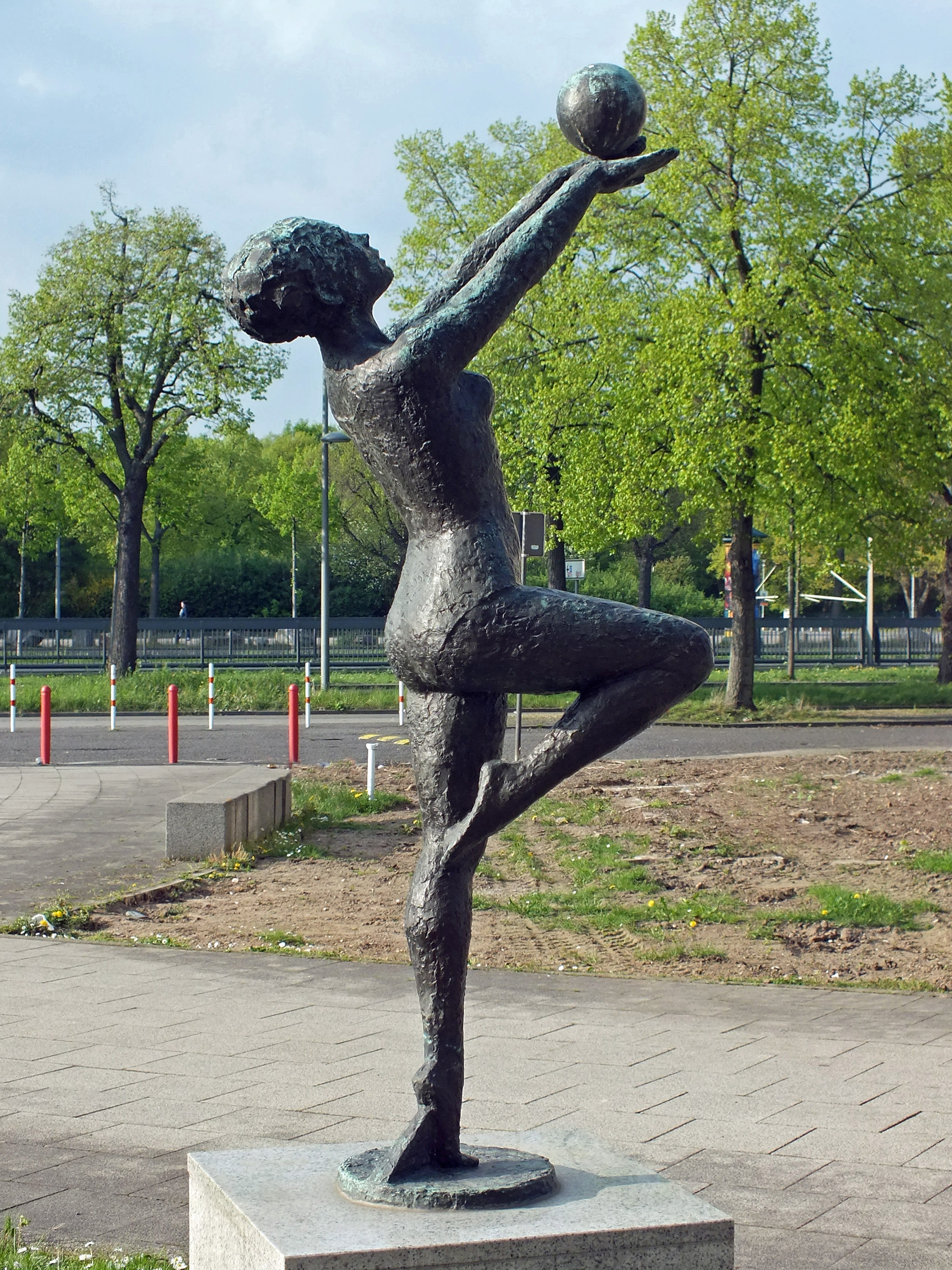
Künstlerische Gymnastik
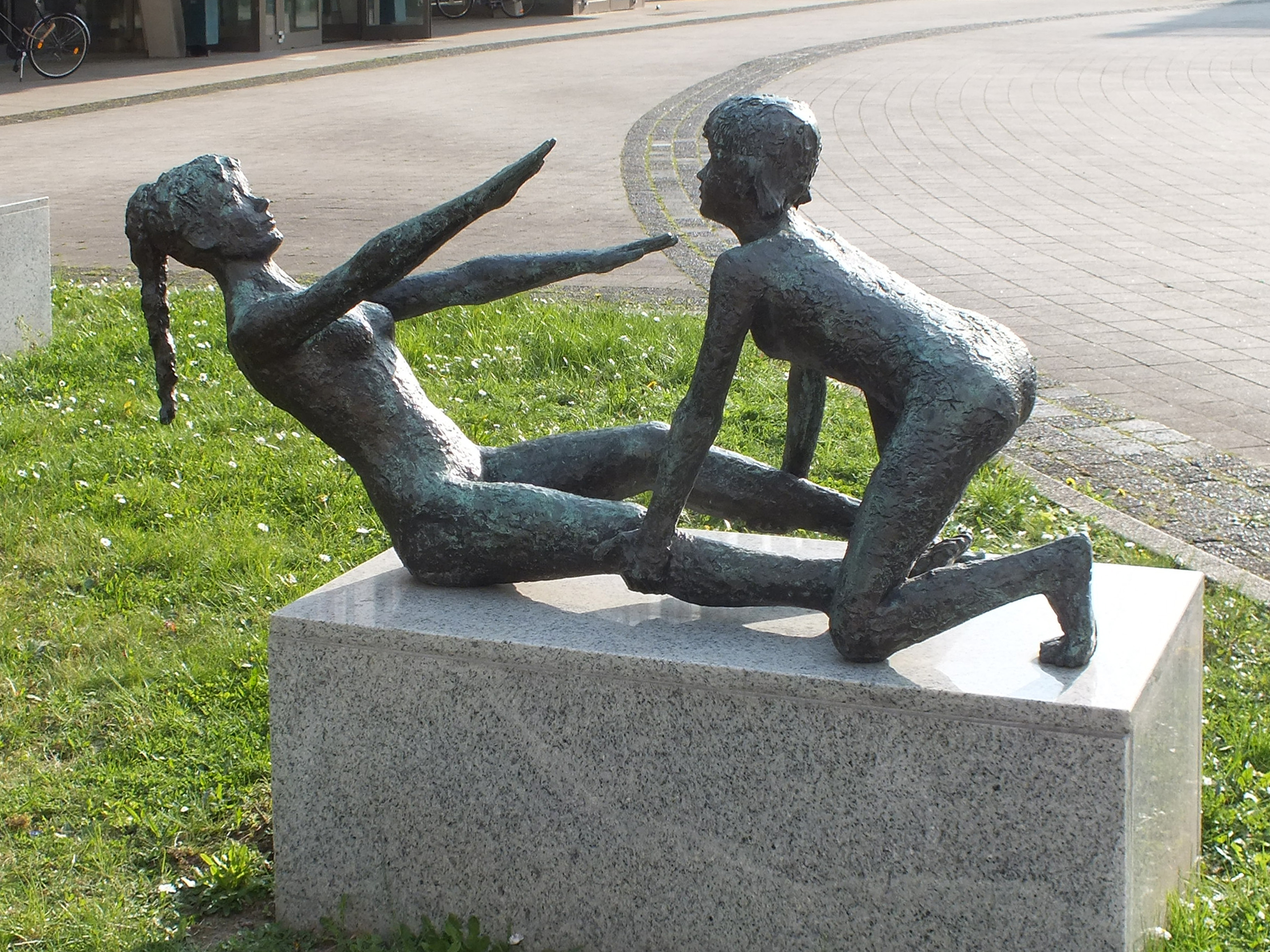
Rumpfheben
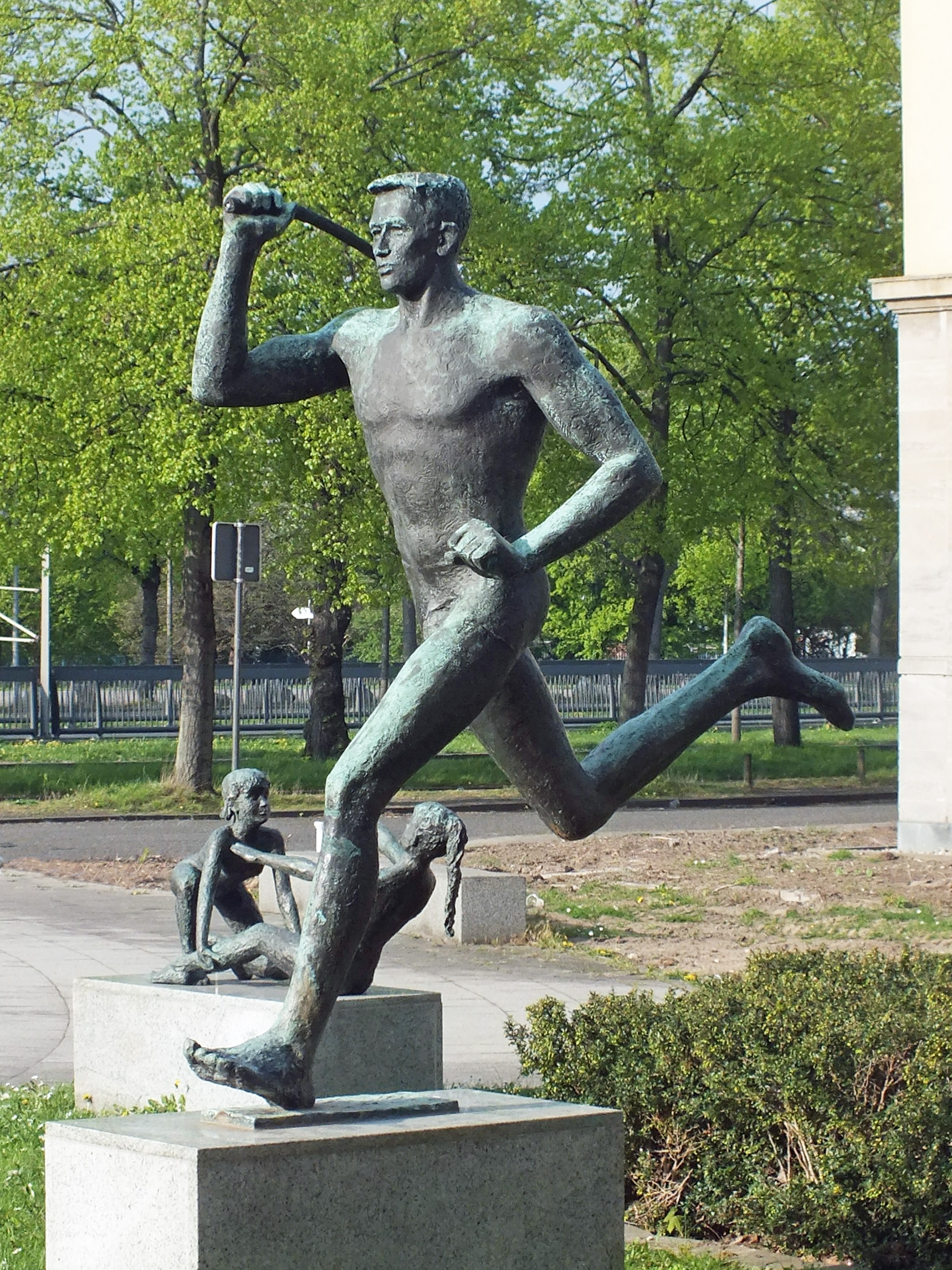
Speerwerfer
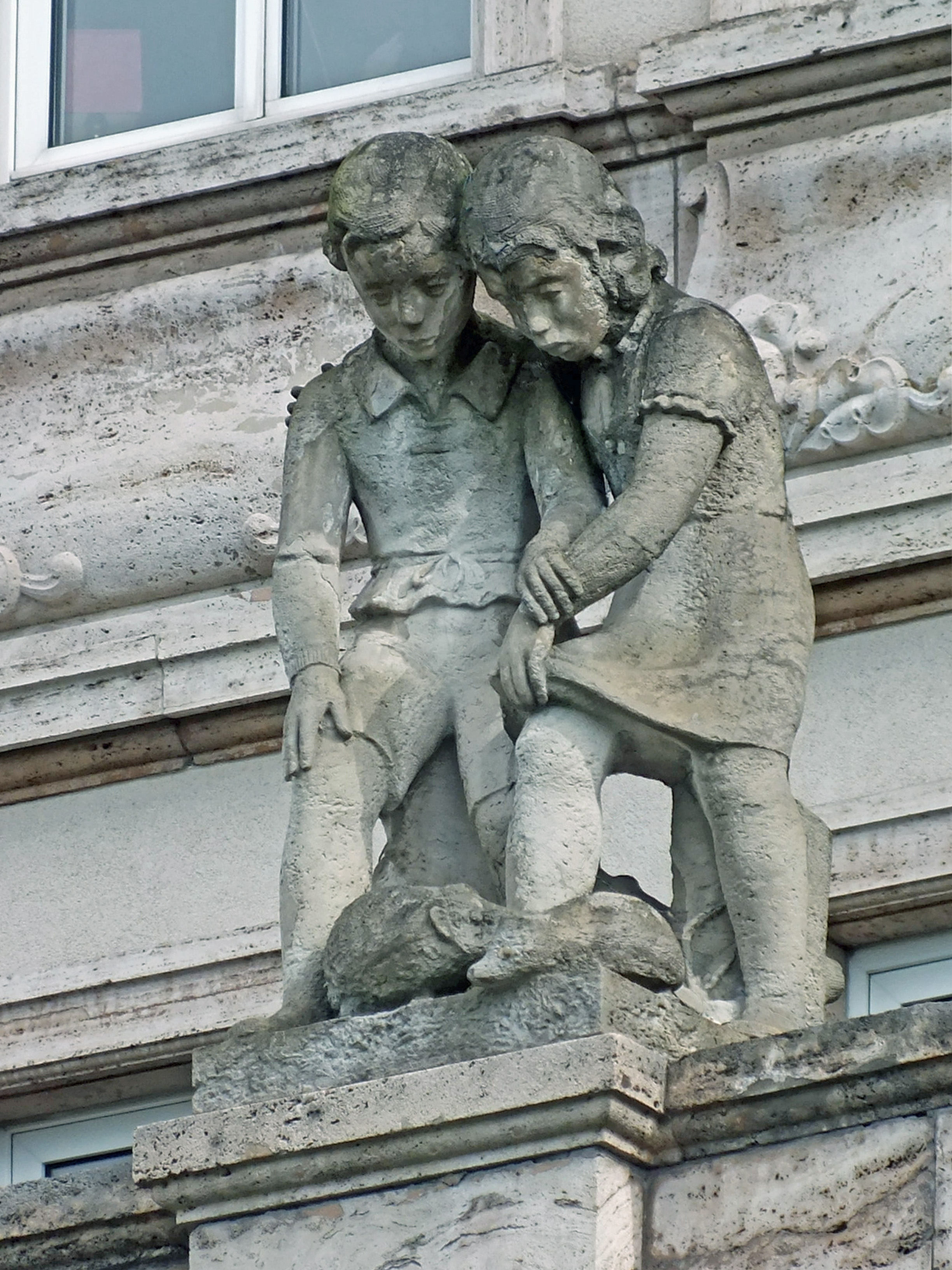
Ringbebauung, Detail

Danach wandte sich Oelzner zunehmend der Gestaltung im öffentlichen Raum zu. Zusammen mit Alfred Thiele schuf er figürliche Bauplastiken an den Neubauten der Ringbebauung und in der Windmühlenstraße. Am Zentralstadion („Diskuswerfer-Siegerehrung“) und an der DHfK („Speerwerfer“, „Künstlerische Gymnastik“, „Rumpfheben“) entstanden großformatige Sportlerdarstellungen. Er schuf Tierdarstellungen für Parks und in der Leipziger Karl-Liebknecht-Straße die Bronze-Großgruppe „Familie“.
Er arbeitete nicht nur mit Bronze und Stein. Zahlreiche Terrakottaarbeiten stehen für sein Interesse am gebrannten Ton. Im Zementgussverfahren entstanden etliche Porträtbüsten. Aber auch zahlreiche Zeichnungen von ihm sind erhalten. Seine Lieblingsmotive waren einerseits Tiere und andererseits Frauen- und Knabenakte sowie Darstellungen von Sportlern.
Oelzner war in der DDR auf vielen wichtigen Ausstellungen vertreten, u. a. von 1949 bis 1963 auf vier Deutschen Kunstausstellung in Dresden.
Die sechs Jahre nach seinem Tod an seinem Grab auf dem Leipziger Südfriedhof aufgestellte Florafigur aus weißem Kalkstein wurde nach einem von ihm stammenden Modell geschaffen.

## Öffentliche Sammlungen mit Werken Oelzners
- Altenburg: Lindenau-Museum
- Berlin: Sportmuseum
- Halle: Staatliche Galerie Moritzburg
- Hamburg: Museum für Kunst und Gewerbe
- Karlsruhe: Badischer Kunstverein
- Leipzig: Museum der bildenden Künste, Grassimuseum, Kunstsammlungen der Universität
- Leipzig, Kunsthalle der Sparkasse Leipzig[2]
- Magdeburg: Kloster Unser Lieben Frauen

## Werke

### Plastiken (Auswahl)
- Maurer (Bronze, ausgestellt 1939 auf der Große Deutsche Kunstausstellung)[3]
- Zebu (Bronze; ausgestellt 1939 auf der Große Deutsche Kunstausstellung)[4]

### Werke im öffentlichen Raum (Auswahl)
- Kindergruppen und Bauplastik Skulpturen an der Ringbebauung Leipzig (mit Alfred Thiele, 1954/1955)
- Siegerehrung Diskuswerfer, Skulptur an der Red Bull Arena Leipzig (1957)
- Erregter Pelikan, lebensgroße Bronzeplastik, Tierpark Berlin-Friedrichsfelde und Clara-Zetkin-Park Leipzig (1957)
- Büste Lumumba, vor dem ehemaligen Herder-Institut Leipzig (1961), 1997 gestohlen, 2011 durch Arbeit eines anderen Künstlers ersetzt
- Der Speerwerfer, Künstlerische Gymnastik und Rumpfheben, Bronzeplastiken vor dem Uni-Campus Jahnallee, ehemals DHfK (1965/1966)

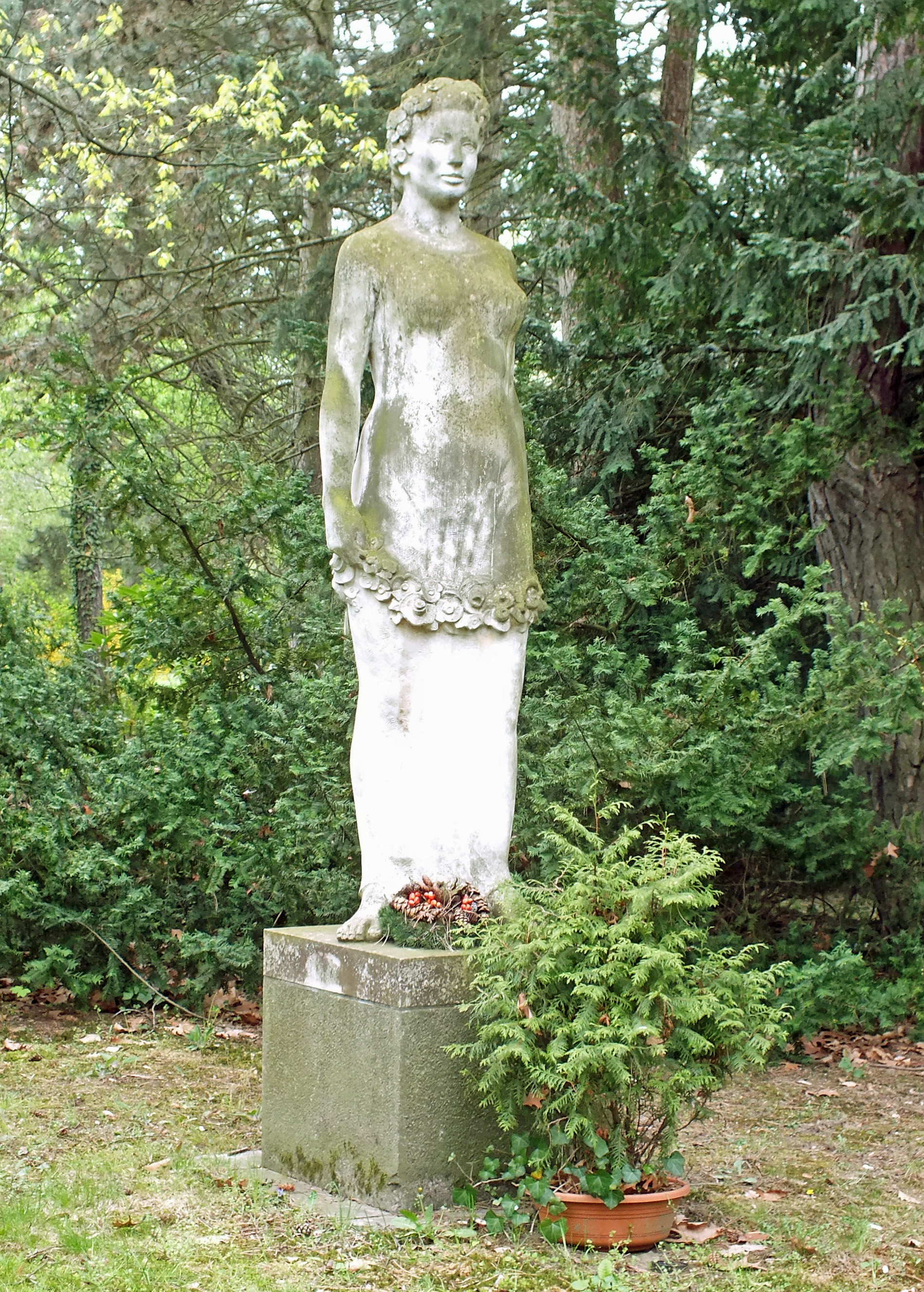
Statue „Flora“ an seinem Grab auf dem Leipziger Südfriedhof

- Familie, überlebensgroße Bronzeplastik, Karl-Liebknecht-Straße Leipzig (um 1970)
- Flora, Skulptur an seinem Grab auf dem Leipziger Südfriedhof, nach einem Oelznerschen Modell von 1952